# Den dobročinnosti
Den dobročinnosti (Le Jour de Bonté, The Day of Good Deeds, Der Wohltätigkeitstag, H 194) je nedokončená opera o 3 dějstvích Bohuslava Martinů z let 1930–1931. V některých pramenech je uváděna chybně pod názvem Týden dobročinnosti (Miloš Šafránek, Jaroslav Mihule).

## Historie
Francouzské libreto napsal Georges Ribemont-Dessaignes a dokončil jej 30. července 1930. Námět údajně Bohuslavu Martinů osobně navrhl Ilja Erenburg, ale pouze ústně. Martinů na opeře pracoval ve druhé polovině roku 1930 a práce pokračovaly až do dubna 1931, kdy byla hotova první dvě jednání. Martinů doufal v uvedení opery v některém německém divadle. Do partitury je dopsán německý překlad libreta, který provedl Camill Hoffmann. Když jednání o uvedení nevedly k výsledku a také bylo odmítnuto vydání opery tiskem, práce na opeře přerušil a již se k ní nevrátil.
Partitura byla dlouhá léta považována za ztracenou. V roce 1995 byla xerografická kopie nedokončeného rukopisu prvních dvou jednání nalezena mezi kopiemi dokumentů z archivu dirigenta Paula Sachera v Basileji. Současně byl nalezen autorův klavírní výtah 1. dějství.
Snahy o uvedení díla na scénu se ujal Václav Nosek, který uvedl na brněnská jeviště ve světových premiérách i jiné opery Bohuslava Martinů - Slzy nože (1969) a Tři přání (1971). V roce 1999 přeložil Vladimír Fux libreto do češtiny. Po smrti Václava Noska v roce 2000 na realizaci pracoval Milan Kaňák. Pod jeho řízením proběhla světová premiéra díla dne 28. března 2003 v Jihočeském divadle v Českých Budějovicích. Režii představení měl Josef Průdek, scénu navrhl Philippe Godefroid a kostýmy vytvořila Francoise Terrone.

## Osoby
| postava                           | hlasový obor | premiérové obsazení 28. března 2003 dirigent: Milan Kaňák | obsazení nahrávky 2009 dirigent: Milan Kaňák |
| --------------------------------- | ------------ | --------------------------------------------------------- | -------------------------------------------- |
| Plavá                             | soprán       | Kateřina Špilauer Hájovská                                | Irena Troupová                               |
| Lukáš                             | tenor        | Daniel Klán                                               | Tomáš Bijok (baryton)                        |
| Nikola                            | tenor        | Svatopluk Sem                                             | Petr Matuszek (baryton)                      |
| Pošťák                            | tenor        | Tomáš Studený / Aleš Voráček                              |                                              |
| Zoufalá                           | mezzosoprán  | Romana Strnadová                                          | Lucie Fišer Silkenová                        |
| Žena                              | alt          | Dagmar Volfová                                            |                                              |
| Tulák                             | bas          | Jiří Pasovský                                             |                                              |
| Četník                            | basbaryton   | Andrej Izugrafov                                          |                                              |
| Starosta                          | bas          | Peter Poldauf / František Brantalík                       |                                              |
| Kostelník                         | tenor        | Miloslav Veselý                                           |                                              |
| a další menší role, smíšený sbor. |              |                                                           |                                              |

## Děj opery

### 1. jednání
Nejmenovaná francouzská vesnice, 30. léta 20. století
Krásná pasačka krav Plavá je středem zájmu všech mužů ve vsi. To se nelíbí jejich manželkám a pod záminkou že potřebují mléko na vaření rozeženou Plavé krávy. Jejich muži se tedy v čele se starostou uchýlí do hostince, kde se opijí. Nad svými opilými manželi se jejich ženy pohádají. Místní mladíci Lukáš a Nikola se pokouší svést Plavou, ale dostanou od ní jen pár facek.
Do vsi přijíždí pošťák a rozdává dopisy. Lukáš a Nikola dostávají jen noviny, kde se dočítají, že v Paříži byl vyhlášen den dobročinnosti, kdy má každý podle svých možností prokázat lásku k bližnímu. Rozhodnou se odjet do Paříže. Během čekání na vlak ale usnou. Ve snu se jim zdá, jak společně napravují Francouze a jsou za to obdivováni a vyznamenáváni. Ze sna je probouzí houkání vlaku do kterého - ještě podroušeni - nastupují.

### 2. jednání
Mládenci se ocitají v Paříži. Komu poskytnout dobročiní? Pařížané mládence lhostejně míjí a nemají potuchu o Dni dobročinnosti. Prší. Nikola nabízí ochranu dívce bez deštníku, ale je stroze odmítnut.
Kde tedy hledat pařížany, kteří potřebují pomoc? Mládenci se rozhodnou navštívit informační kancelář. Přicházejí na křižovatku, kde je strážník. Ptají se ho na radu, ale strážník si myslí, že si z něj dělají legraci a z křižovatky je vyžene.
Na mostě se tlačí lidé. Nějaké neštěstí? Tam budou moci konečně projevit dvé dobrodiní. Z řeky je vyneseno bezvládné tělo Zoufalé. Lukáš a Nikola s ní zůstávají a ukazuje se, že Zoufalá není mrtvá a probouzí se k životu. Když se jí snaží prospět podle svých představ, Zoufalá je zahrne kamením a nadávkami.
V pařížské tržnici lidé nakupují a nikdo si nevšímá hladového Ubožáka. Lukáš a Nikola začnou zákazníky přesvědčovat, aby dali také něco Ubožákovi, když je dnes Den dobročinnosti. Lidé je poslechnou a zahrnou Ubožáka jídlem. Ten je z toho náhlého množství jídla bezradný a hází je dárcům zpět.
Lukáš a Nikola dospějí k názoru, že nešťastní lidé se asi skrývají a ptají se domovníků na obyvatele jejich domů, ti je ale vlastně neznají. Hoši dospívají k názoru, že lidé jsou nešťastní proto, že musejí pracovat a rozhodnou se jim s tím pomoci. Chopí se koštěte, lopaty, pošťácké brašny a snaží se pracovat místo jejich majitelů. Namísto pomoci je ale z jejich snahy jen veliký zmatek.
Zde končí opera, jak ji složil Bohuslav Martinů. Následuje třetí jednání, které na základě zachovaného libreta vytvořili Milan Kaňák a Josef Průdek.

### Epilog / 3. jednání
Na jevišti krouží jeden velký vír popelnic, odpadků, krabic či dopisů. Lukáš a Nikola se vše snaží napravit až padají vyčerpáním.
Probouzí se na venkovském nádraží mezi vypitými lahvemi vína. Kolem procházejí vesničané na cestě do kostela. Pošťák nemá žádné dopisy, jen noviny, kde se píše o úspěchu včerejšího Dne dobročinnosti v Paříži. Lukáš a Nikola se pyšní svými zásluhami. Spoluobčané se jim ale vysmějí a nechávají je zválené ležet na zemi. Pokračují do kostela na velikonoční bohoslužbu za zvuků hudby z jiné opery Bohuslava Martinů: Her o Marii.

## Galerie

Fotografie ze světové premiéry opery, Fotografie: Bohuslava Maříková
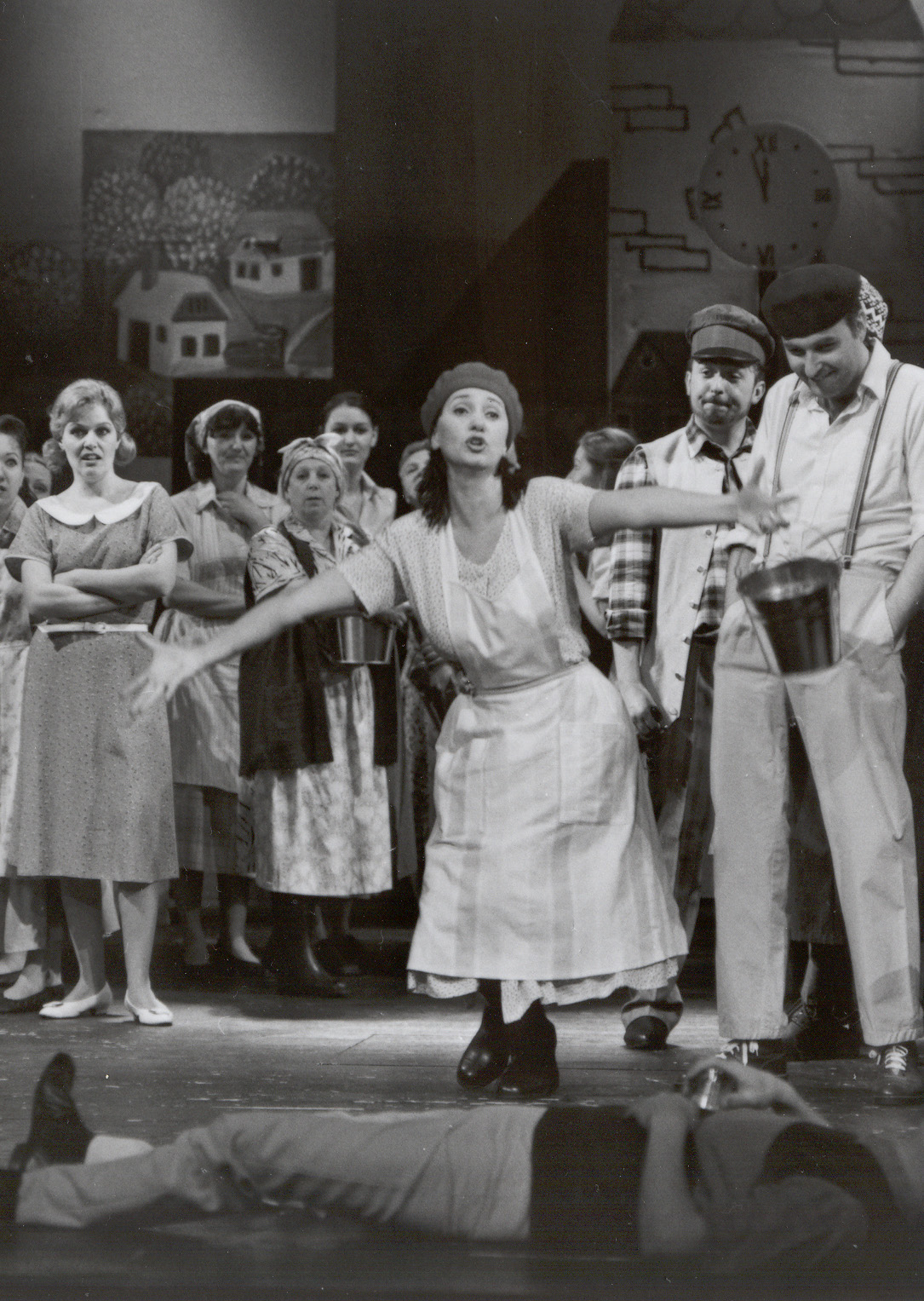
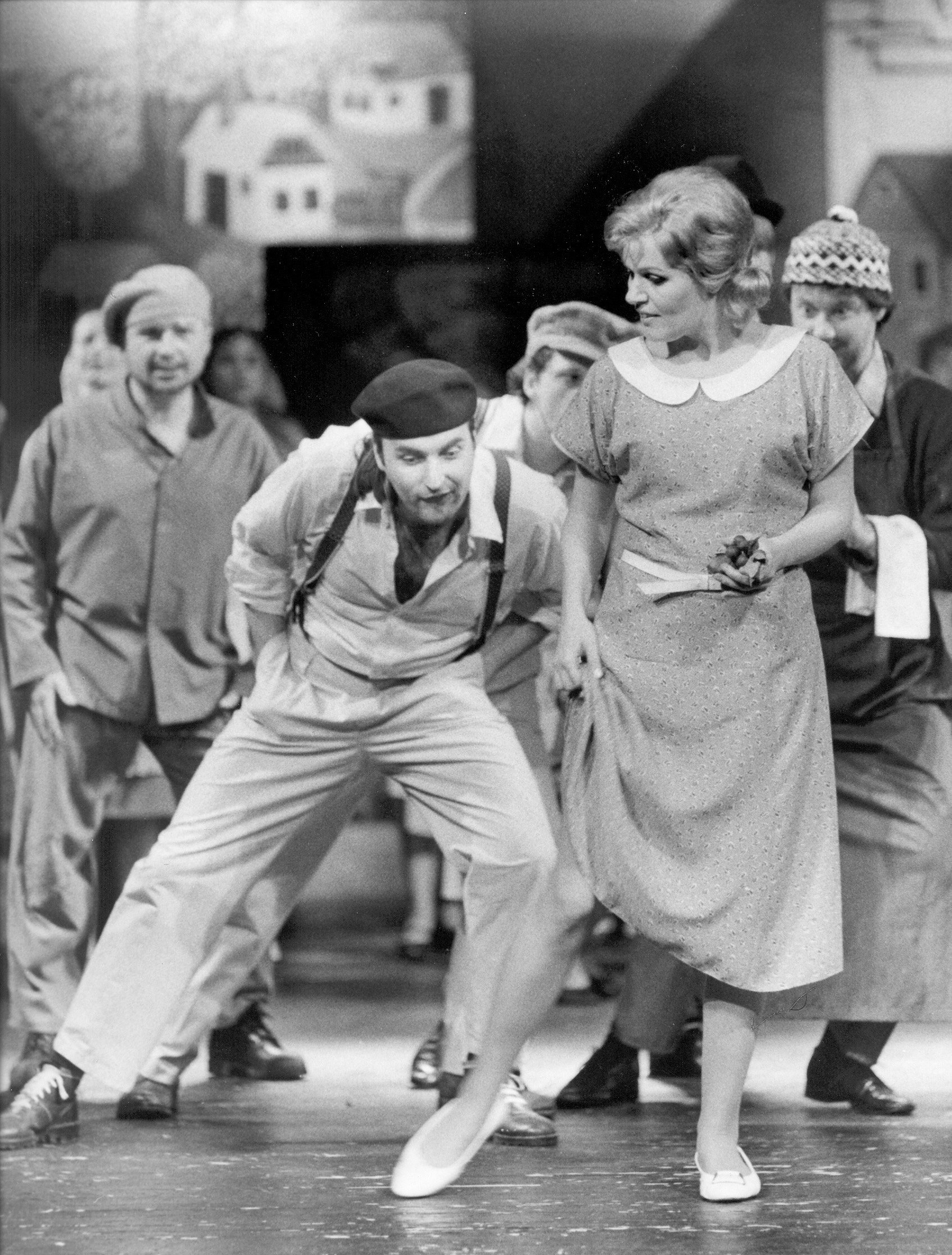
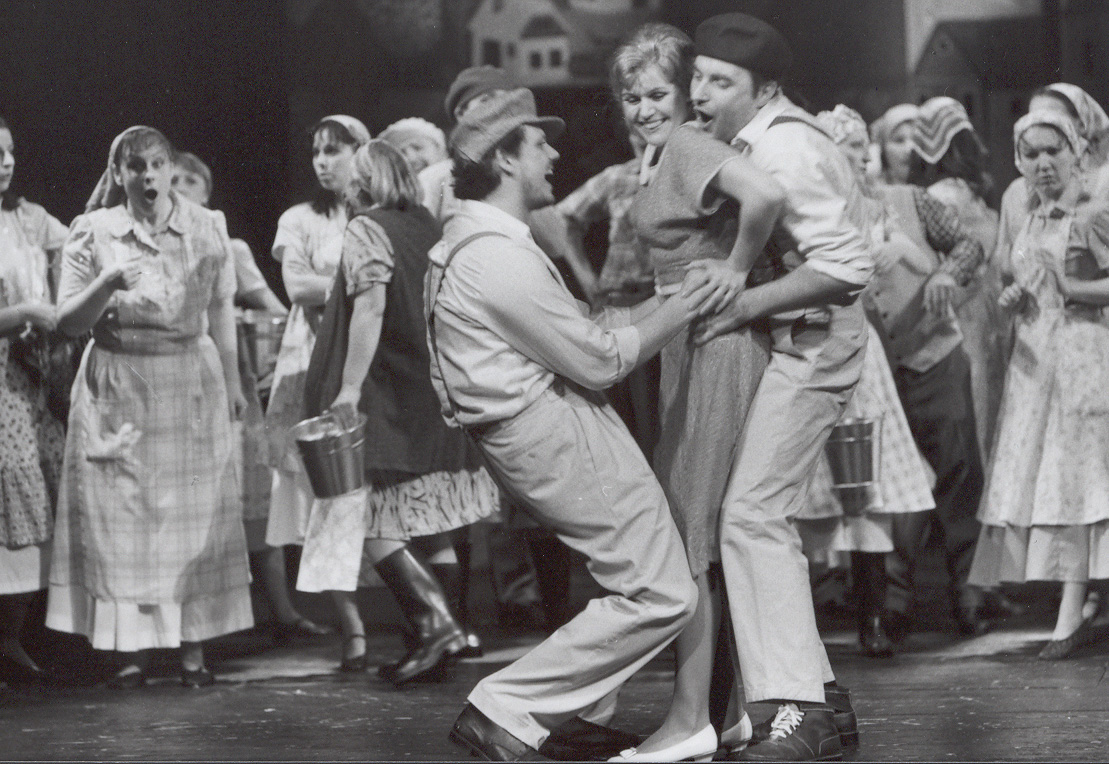

## Nahrávka
Nahrávku opery Den dobročinnosti provedl v roce 2009 Český rozhlas Plzeň. Orchestr plzeňského rozhlasu řídil Milan Kaňák, Pražský komorní sbor řídil Lubomír Mátl.